# Небесна столица
Небесната столица (на сръбски: Небеске столице) е археологически комплекс в Копаоник, намиращ се на 1913 m. надморска височина, непосредствено под най-високия Панчичев връх в планината (2017 m.). Археологическият комплекс, с останките от раннохристиянска византийска църква, са разположени от страната на пролома на река Ибър. Църквата е била посветена на свети Прокопий.